# Persone di nome Marius/Calciatori
| Questa pagina contiene informazioni ricavate automaticamente dalle voci biografiche con l'ausilio del template Bio e di un bot. L'aggiornamento è periodico e automatico e ricostruisce completamente la pagina. Se manca una persona in questa lista, sei pregato di non aggiungerla, ma accertati piuttosto che la sua voce biografica contenga il template Bio e che i dati anagrafici siano correttamente compilati. Se il template Bio manca, inseriscilo tu stesso o, in alternativa, metti l'avviso {{tmp\|Bio}} che ne segnala la mancanza. Se i dati riportati sono sbagliati, correggi direttamente la voce biografica; le modifiche saranno visibili in questa lista entro pochi giorni. Per chiarimenti vedi il progetto antroponimi. La lista contiene solo le 51 persone che sono citate nell'enciclopedia e per le quali è stato implementato correttamente il template Bio. Pagina aggiornata al 23 mar 2025. |

Questa è una lista di persone presenti nell'enciclopedia che hanno il nome Marius e sono calciatori.

## A(1)
- Marius Alexe, ex calciatore rumeno (Bucarest, n. 1990)

## B(7)
- Marius Bako, ex calciatore francese (n. 1985)
- Marius Bilașco, ex calciatore rumeno (Sighetu Marmației, n. 1981)
- Marius Boldt, calciatore norvegese (Drammen, n. 1989)
- Marius Briceag, calciatore rumeno (Pitești, n. 1992)
- Marius Bruat, calciatore francese (Mulhouse, n. 1930 - Colmar, † 2020)
- Marius Burlacu, calciatore rumeno (Brașov, n. 1985)
- Marius Bülter, calciatore tedesco (Ibbenbüren, n. 1993)

## C(4)
- Marius Cheregi, ex calciatore rumeno (Oradea, n. 1967)
- Marius Constantin, calciatore rumeno (Brașov, n. 1984)
- Marius Corbu, calciatore rumeno (Cădărești, n. 2002)
- Marius Courcoul, calciatore francese (Château-Gontier, n. 2007)

## D(1)
- Marius Delbecque, calciatore belga († 1947)

## E(2)
- Marius Ebbers, ex calciatore tedesco (Essen, n. 1978)
- Marius Elvius, calciatore danese (Tårnby, n. 2002)

## F(2)
- Marius Fausta, ex calciatore francese (n. 1973)
- Marius Funk, calciatore tedesco (Aalen, n. 1996)

## G(4)
- Marius Gersbeck, calciatore tedesco (Berlino, n. 1995)
- Marius Gullerud, calciatore norvegese (Skjetten, n. 1977)
- Just Göbel, calciatore olandese (Surabaya, n. 1891 - Wageningen, † 1984)
- Valerică Găman, calciatore rumeno (Craiova, n. 1989)

## H(3)
- Marius Helle, ex calciatore norvegese (Stavanger, n. 1983)
- Marius Hiller, calciatore tedesco (Pforzheim, n. 1892 - Buenos Aires, † 1964)
- Marius Høibråten, calciatore norvegese (Oslo, n. 1995)

## I(2)
- Marius Iordache, ex calciatore rumeno (Craiova, n. 1978)
- Marius Iosipoi, calciatore moldavo (Ialoveni, n. 2000)

## J(1)
- Marius Johnsen, ex calciatore norvegese (Kristiansand, n. 1981)

## L(3)
- Marius Lode, calciatore norvegese (Kvernaland, n. 1993)
- Marius Lund, calciatore norvegese (Skien, n. 1888 - Oslo, † 1971)
- Marius Lundemo, calciatore norvegese (Bærum, n. 1994)

## M(5)
- Marius Mapou, calciatore francese (n. 1980)
- Marius Marin, calciatore rumeno (Timișoara, n. 1998)
- Marius Mihalache, calciatore rumeno (Iași, n. 1984)
- Marius Mouandilmadji, calciatore ciadiano (Doba, n. 1998)
- Marius Müller, calciatore tedesco (Heppenheim, n. 1993)

## N(3)
- Marius Ngjela, ex calciatore albanese (Coriza, n. 1983)
- Marius Niculae, ex calciatore rumeno (Bucarest, n. 1981)
- Marius Noubissi, calciatore camerunese (Yaoundé, n. 1996)

## O(1)
- Marius Obekop, calciatore camerunese (Yaoundé, n. 1994)

## P(3)
- Marius Papšys, calciatore lituano (Klaipėda, n. 1989)
- Marius Pena, ex calciatore rumeno (Bucarest, n. 1985)
- Marius Popa, ex calciatore rumeno (Oradea, n. 1978)

## R(1)
- Marius Royet, calciatore francese (Limours, n. 1881 - Lachalade, † 1915)

## S(1)
- Marius Sava, ex calciatore rumeno (Craiova, n. 1978)

## T(1)
- Marius Trésor, ex calciatore francese (Sainte-Anne, n. 1950)

## W(2)
- Marius Walter, calciatore francese (Carvin, n. 1927 - Meulan-en-Yvelines, † 2020)
- Marius Wolf, calciatore tedesco (Coburgo, n. 1995)

## Ø(1)
- Marius Amundsen, calciatore norvegese (Lørenskog, n. 1992)

## Č(1)
- Marius Činikas, ex calciatore lituano (Kėdainiai, n. 1986)

## Ž(1)
- Marius Žaliūkas, calciatore lituano (Kaunas, n. 1983 - Kaunas, † 2020)

## Ș(1)
- Marius Ștefănescu, calciatore rumeno (Caracal, n. 1998)